# 보은 법주사 소조비로자나삼불좌상
보은 법주사 소조비로자나삼불좌상(報恩 法住寺 塑造毘盧遮那三佛坐像)은 충청북도 보은군 법주사에 있는, 조선시대의 불상이다. 2003년 2월 3일 대한민국의 보물 제1360호로 지정되었다.

## 개요
협시보살상없이 불상만 안치한 삼불좌상으로, 보존상태는 매우 양호한 편이다.
지권인(智拳印)을 짓고 있는 본존불인 비로자나불은 네모진 얼굴에 건장하면서 굴곡이 없는 넓고 평판적인 몸체와 무릎을 하여 괴체적인 느낌을 준다.법의는 양어깨를 모두 덮은 통견(通肩)식으로 대의 자락이 팔목에서 대칭되게 흘러내려 장식적이다.
좌협시불(向右)은 본존불과 거의 동일한 유형의 상으로 수인은 좌우가 뒤바뀐 아미타인(下品中生印)을 지었다. 우협시불(向左)은 전형적인 항마촉지인의 석가불상으로 앞의 두 상과 거의 같은 체형, 얼굴 모습 등 동일한 양식적 특징을 보여준다. 그 중에서도 특히 좌·우 협시불의 법의착용법은 수인과 불상의 성격이 서로 다른데도 불구하고 마치 판에 박은 듯 크게 다를 바 없는 양식 특징을 보이고 있어 흥미롭다.
전체적으로 장대한 체구에 비하여 동안이며, 옷주름을 두텁게 표현한 이 불상은, 조형성이 탄탄하여 임진왜란 후의 새로운 조형을 보여주는 기념비적 작품이라 하겠다.
비록 복장품은 대부분 도난당했으나 연기문(緣起文)이 남아있어서 불상의 조성연대가 천계(天啓) 6년인 1626년(인조 4년)이며, 개금(改金)은 그 후로부터 121년이 지난 1747년(영조 23년)에 시행하였음이 밝혀져 조선후기 초반의 불상연구에 기준작이 된다 하겠다.

## 같이 보기
- 법주사

## 참고 자료
- 보은 법주사 소조비로자나삼불좌상 - 국가유산청 국가유산포털